# Kyau & Albert
Kyau & Albert — немецкий трансовый дуэт, образованный Ральфом Каю (англ. Ralph Kyau) и Стивеном Альбертом (англ. Steven Moebius Albert), называвшийся до 2006 года Kyau vs. Albert.

## История
Ральф Кьяу начал заниматься электронной музыкой в 1990 году, играя на нескольких техно-вечеринках в Германии прежде, чем опубликовать свою первую запись Modulation Experiments в конце 1993 года.
Вместе с DJ Shandy он основал лейбл Harmony Recordings в 1993 году. В то же время Стивен Альберт начал писать свои треки, а летом 1994 года Ральф и Стивен встретились в первый раз.
Они написали первые треки вместе для живого выступления, и, поняв, что имеют общее понимание музыки, решили работать вместе. Результатом был их первый сингл «Let Me In», выпущенный в 1996 году. С тех пор они стали известны как Kyau vs. Albert. Их небольшие студии объединились, и они основали компанию Euphonic в 1997 году. К ним присоединились Mirco de Govia, Sonorous (Rough Mullar) и Ronski Speed.
В 2000 году на дуэт обратил внимание WEA (часть Warner Music) и заключил с ними трёхлетний контракт, дав старт их путешествию по танцевальной музыке. Коллектив получил поддержку от таких диджеев, как Пол ван Дайк, Kaycee, Tiësto и многих других.
В 2006 Kyau & Albert попали в мировой рейтинг DJmag Top 100 на 48-ю строчку, и продержались в нём до 2010 года.
В честь 15-летия в индустрии Ральф и Стивен выпустили альбом 15 Years в марте 2012 года, вобравший в себя ремиксы на их лучшие треки от различных диджеев, а также новые работы.
В январе 2013 года Ральф и Стивен анонсировали свой третий студийный альбом Nights Awake, который вышел 11 февраля. Альбом включает в себя уже вышедшие на тот момент треки «Another Time», «This Love», «A Night Like This», «Robotron», «The Box», «Euphonia», вышедший непосредственно перед альбомом All Your Colors, и 9 новых треков.
В марте 2014 вышел альбом ремиксов на Nights Awake.
В феврале 2015 Ральф и Стивен анонсировали свой четвёртый студийный альбом Distant Lights. Дата выхода альбома почти совпала с датой выхода предыдущего, только Distant Lights вышел 13 февраля.
В 2016 году коллективу исполнилось 20 лет. Чтобы отметить эту дату, Ральф и Стивен выпустили сборник 20 years of Kyau & Albert, который включает в себя ремиксы от известных транс-продюсеров на произведения Kyau & Albert. Также альбом содержит ремиксы самого дуэта с пометкой 20 Years Remake.
В 2017 году Kyau & Albert выпускают пятый студийный альбом Matching Stories. Выходу альбома предшествовали синглы «About The Sun», «Memory Lane», «Sleeping Lions» «Gamla Stan», «Trace», который был включен в компиляцию Армина Ван Бюрена A State of Trance 2017, «Love Letter From The Future». Уже после выпуска альбома вышло ещё три сингла: «Changes», «Mein Herz», «Bring You Back». Matching Stories стал первым альбомом, в котором есть композиции на своём родном языке дуэта — немецком.
Также, в 2017 году Ральф и Стивен вдобавок к своему лейблу Euphonic Records запустили еще один лейбл Euphonic Visions, который фокусируется на таких стилях как дип-хаус, тек-хаус.

## Дискография

### Альбомы
- 2004 Here We Are Now
- 2006 Worldvibe
- 2013 Nights Awake
- 2015 Distant Lights
- 2017 Matching Stories

### Сборники
- 2003 Review - Selection Of Singles And Remixes
- 2009 Best Of 2002-2009
- 2012 15 Years - The Album
- 2014 Nights Awake (Remixes)
- 2016 20 Years

### Миксы
- 2004 Positive Ways 4
- 2004 Technoclub Next 2
- 2005 This Is Trance 3
- 2006 From Euphonic To Russia
- 2007 Euphonic 10 Years

### Синглы
- 1993 Kyau - Modulation Experiments [Xplode Records]
- 1994 Kyau - Overflyer [Harmony Records]
- 1994 Kyau - House Will.. [Harmony Records]
- 1996 Kyau vs. Albert - Let Me In [Harmony Records]
- 1997 Kyau vs. Albert - Rocket [Happy Vibes Records]
- 1998 Kyau vs. Albert - Lovemassacre [Euphonic]
- 1999 Moebius AG - Do What I Want [Rouge Pulp]
- 1999 Kyau vs. Albert - Great [Euphonic]
- 2000 Kyau vs. Albert - LFO [Euphonic]
- 2000 Kyau vs. Albert - Euphonic [Euphonic]
- 2001 Kyau vs. Albert - Outside [WEA]
- 2001 Moebius AG - Come on Girl [ZYX Germany]
- 2002 Kyau vs. Albert - Save Me [WEA]
- 2003 Kyau vs. Albert - Velvet Morning [Euphonic]
- 2004 Kyau vs. Albert - Made Of Sun [Euphonic]
- 2004 Kyau vs. Albert Feat Julie - Not with You [Euphonic]
- 2006 Kyau vs. Albert - Kiksu [Euphonic]
- 2006 Kyau vs. Albert - Walk Down [Euphonic]
- 2006 Kyau vs. Albert - Are You Fine? [Euphonic]
- 2007 Kyau & Albert - Always a Fool [Euphonic]
- 2007 Kyau & Albert - Megashira [Euphonic]
- 2007 Kyau & Albert - 7Skies [Euphonic]
- 2008 Kyau & Albert with Marc Marberg - Orange Bill / Neo Love [EUPHORiC]
- 2008 Kyau & Albert - Hide & Seek [Euphonic]
- 2009 Kyau & Albert - Be There 4 U/Hooked On Infinity [Euphonic]
- 2009 Kyau & Albert with Marc Marberg - Grrreat [Euphonic]
- 2009 Kyau & Albert - I Love You [Euphonic]
- 2010 Kyau & Albert - Once in A Life (Release TBA!)
- 2010 Kyau & Albert - Painkillers [Euphonic]
- 2010 Kyau & Albert vs. Above & Beyond - Anphonic [Anjunabeats]
- 2011 Kyau & Albert - Barbizon [Euphonic]
- 2011 Kyau & Albert - On The Way [Euphonic]
- 2011 Kyau & Albert - A Night Like This [Euphonic]
- 2011 Kyau & Albert - 15 Years: Part One [Euphonic]
- 2011 Kyau & Albert - 15 Years: Part Two [Euphonic]
- 2012 Kyau & Albert - This Love [Euphonic]
- 2012 Kyau & Albert - Another Time [Euphonic]
- 2012 Kyau & Albert with Ronski Speed - Euphonia [Euphonic]
- 2013 Kyau & Albert - All Your Colours [Euphonic]
- 2013 Kyau & Albert - Glühwürmchen [Anjunabeats]
- 2013 Kyau & Albert with Stoneface & Terminal - We Own The Night [Euphonic]
- 2013 Kyau & Albert - The One [Euphonic]
- 2014 Kyau & Albert – Nights Awake Remixes EP 1
- 2014 Kyau & Albert – Nights Awake Remixes EP 2
- 2014 Kyau & Albert – Are You One Of Us?
- 2014 Kyau & Albert - Down
- 2014 Kyau & Albert - Relevant Angel
- 2014 Kyau & Albert & Maria Nayler - Calming Rain
- 2015 Kyau & Albert - Follow The Waves
- 2015 Kyau & Albert - Lover In The Dark
- 2015 Kyau & Albert - Lover In The Dark (Remixes)
- 2016 Kyau & Albert - 20 Years EP #1
- 2016 Kyau & Albert - About The Sun
- 2016 Kyau & Albert - 20 Years EP #2
- 2016 Kyau & Albert & In Gray - Sleeping Lions
- 2016 Kyau & Albert - 20 Years EP #3
- 2016 Kyau & Albert - 20 Years EP #4
- 2016 Kyau & Albert - 20 Years EP #5
- 2017 Kyau & Albert with Francesco Sambero ft. Madeleine Wood - Gamla Stan
- 2017 Kyau & Albert - Trace
- 2017 Kyau & Albert & Adaja Black - Love Letter From The Future
- 2017 Kyau & Albert & Hello Machines - Changes
- 2017 Kyau & Albert - Mein Herz
- 2017 Kyau & Albert - Jeza - Bring You Back

### Ремиксы
- 1994 Mirco de Govia - Sumatra Rain
- 1997 DJ Happy Vibes - Wake Up
- 1997 Underground Children
- 1998 Spacewalker - Baywatch
- 1998 Elastique V - Cara Mia
- 2000 Sonorous - Glass Garden
- 2000 Taiko - Echo Drop
- 2001 Delicate - Close Your Eyes
- 2001 Elektrostar - Tides of Memories
- 2001 Flesh & Bones - Rigor Mortis
- 2001 KayCee - I feel You
- 2001 Kosheen - Catch
- 2001 Mirco de Govia - Epic Monolith
- 2002 Apoptygma Berzerk - Suffer in Silence
- 2002 David Forbes - Questions (Must be Asked)
- 2002 Mirco de Govia - Thing's That Matter
- 2002 Solid Sessions - Janeiro
- 2003 Johan Askew - Skylab
- 2004 Young Parisians feat. Ben Lost - Jump The Next Train
- 2004 Blank & Jones - Waiting For The Light
- 2005 Ridgewalkers feat. EL - Find
- 2006 Oceanlab - Sirens of the sea
- 2006 Schiller mit Jette von Roth - Der Tag...Du Bist erwacht
- 2006 Gabriel & Dresden - Tracking Treasure Down
- 2007 Ronski Speed - Love All The Pain Away
- 2007 Cinema Bizarre - Lovesongs
- 2007 Sebastian Sand - Strange Bends
- 2008 Cressida - 6a.m.
- 2008 Paul van Dyk feat. Ashley Tomberlin - Complicated
- 2008 Lange feat. Sarah Howells - Out of the Sky
- 2009 Cosmic Gate - Flatline
- 2009 Stoneface and Terminal - Santiago
- 2010 Bent - As You Fall
- 2010 Super8 & Tab - Empire
- 2011 Armin van Buuren ft Ana Criado - Down To Love
- 2011 Kyau & Albert - Kiksu
- 2011 Ferry Corsten - Check It Out
- 2011 Above & Beyond ft. Zoë Johnston - You Got To Go
- 2012 Ronski Speed & Stine Grove - Run To The Sunlight
- 2012 Jaytech feat. Steve Smith - Stranger

## Факты
- Kyau & Albert — ведущие собственного радиошоу Euphonic Sessions на интернет-радиостанции AH.FM.